# Tony Kakko
Toni Kristian "Tony" Kakko (n. 16 mai 1975, Kemi, Finlanda) este un muzician, compozitor și vocalistul formației Sonata Arctica începând cu anul 1996.

## Discografie

### Sonata Arctica
- Friend 'till the End (Demo) - 1996
- Agre Pamppers (Demo) - 1996
- PeaceMaker (Demo) - 1997
- FullMoon (Demo) - 1999
- Ecliptica - 1999
  - UnOpened (Single) - 1999
  - Successor (EP) - 2000
- Silence - 2001
  - Orientation (EP) - 2001
  - Wolf & Raven (Single) - 2001
  - Last Drop Falls (Single) - 2001
- Songs of Silence (Live album) - 2002
- Winterheart's Guild - 2003
  - Takatalvi (EP) - 2003
  - Victoria's Secret (Single) - 2003
  - Broken (Single) - 2003
  - Don't Say a Word (EP) - 2004
- Reckoning Night - 2004
  - Don't Say a Word (Single) - 2004
  - Shamandalie (Single) - 2004
- The End of This Chapter (Compilație) - 2005
- For the Sake of Revenge (Live album and DVD) - 2006
- The Collection 1999-2006 (Compilație) - 2006
  - Replica 2006 (Single) - 2006
- Unia - 2007
  - Paid in Full (Single) - 2007
- The Days of Grays - 2009
  - The Last Amazing Grays (Single) - 2009
  - Flag In The Ground (Single) - 2009
- Live in Finland (Live album and DVD) - 2011
- Stones Grow Her Name - 2012
  - I Have a Right (Single) - 2012
  - Shitload of Money (Single) - 2012
  - Alone in Heaven (Single) - 2013
- Pariah's Child - 2014
  - The Wolves Die Young (Single) - 2014
  - Cloud Factory (Single) - 2014
  - Love (Single) - 2014

### Northern Kings
- Reborn - 2007
- Rethroned - 2008

### Apariții ca invitat
- Nightwish - Over the Hills and Far Away - 2001
- Nightwish - From Wishes to Eternity (DVD) - 2001
- Heavenly - Virus - 2006
- Eternal Tears of Sorrow - Before the Bleeding Sun - 2006
- Timo Rautiainen - Sarvivuori - 2006
- Raskaampaa Joulua - 2006
- Nuclear Blast All-Stars: Into the Light - 2007
- Odin's Court - Deathanity - 2008
- Apocalyptica - Live Vocalist (Finland and Japan) - 2008, 2009
- Elias Viljanen - Fire-Hearted - 2009
- Stratovarius - Polaris - 2009
- Epica - Design Your Universe - 2009
- Van Canto - "Hearted", on Tribe of Force - 2010
- Powerglove - Saturday Morning Apocalypse - 2010
- Avalon - "We Will Find a Way", on The Land of New Hope - 2013
- Tuomas Holopainen - Music Inspired by the Life and Times of Scrooge - 2014
- Sinners Moon - My Servant - 2015
- Dark Sarah - Light in You - 2015